# James Handyside Marshall-Cornwall
Sir James Handyside Marshall-Cornwall, britanski general in jezikoslovec, * 1887, † 1985.
Med letoma 1954 in 1958 je bil predsednik Kraljeve geografske družbe.